# Cinturó volcànic dels Andes

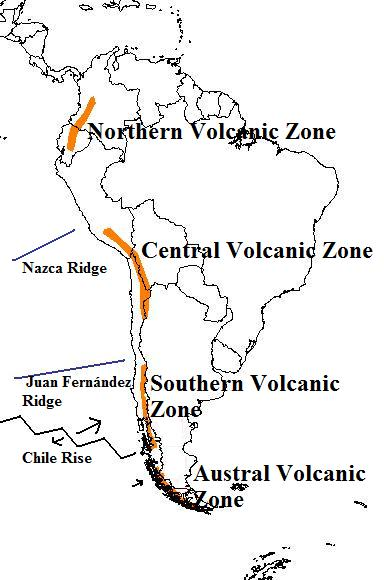
Mapa del Cinturó volcànic dels Andes i les estructures subduccionades que afecten el vulcanisme.

El Cinturó volcànic dels Andes és un conjunt de volcans que s'estén al llarg de la serralada dels Andes a Colòmbia, Bolívia, Perú, Equador, Xile i l'Argentina. Es va formar com a resultat de la subducció de la placa de Nazca i la placa antàrtica sota la placa sud-americana. El cinturó està dividit en quatre zones volcàniques principals que es van separar l'una de l'altra per les llacunes volcàniques. Els volcans del cinturó són molt variats pel que fa al tipus d'activitat, contingut i morfologia. Si bé algunes diferències es poden explicar depenent de quina zona volcànica pertany un volcà, hi ha diferències significatives dins de les zones volcàniques i fins i tot entre volcans veïns. Tot i ser una zona de subducció i un lloc de tipus de calc-alcalí (basalt, andesita, dacita, riolita), el cinturó volcànic dels Andes té una gran varietat d'entorns tectònics, com ara sistemes de rift, falles transpressionals, subducció de dorsals oceàniques i cadenes muntanyoses submarines, a part d'una àmplia gamma de gruixos de l'escorça i camins d'accés del magma.
El Romeral, a Colòmbia, és el volcà actiu més septentrional del cinturó volcànic, mentre que el més meridional és el Fueguino, a l'arxipèlag de la Terra del Foc.

## Zones volcàniques
El cinturó volcànic andí està segmentat en quatre àrees principals de vulcanisme actiu; les zones volcàniques nord, central, sud i austral.

### Zona volcànica del nord
La Zona Volcànica del Nord s'estén des de Colòmbia fins a l'Equador i inclou tots els volcans continentals d'aquests països. Dels volcans d'aquesta zona, 55 es troben a l'Equador, mentre que 19 es troben a Colòmbia. A l'Equador els volcans es troben a la Serralada Occidental i la Serralada Oriental mentre a Colòmbia es troben a la Serralada Occidental i Central. El complex volcànic Iza-Paipa del Pliocè a Boyacá, a les Serralades Orientals és la manifestació més septentrional del cinturó volcànic dels Andes del Nord. L'arc volcànic s'ha format a causa de la subducció de la placa de Nazca a l'oest d'Amèrica del Sud. Alguns volcans de la Zona Volcànica del Nord, com el Galeras i Nevado del Ruiz, que es troben en zones altes densament poblades, són potencialment perillosos. El Sangay és el volcà més meridional d'aquesta zona.
S'estima que el gruix de l'escorça terrestre en aquesta regió varia entre uns 40 i 55 quilòmetres.

### Zona volcànica central
La Zona Volcànica Central s'estén des del Perú fins a Xile i forma el límit occidental de l'altiplà andí. L'arc volcànic s'ha format a causa de la subducció de la placa de Nazca a l'oest d'Amèrica del Sud al llarg de la fossa de Perú-Xile. Comprèn tots els volcans dactiu del Perú i Bolívia, així com alguns volcans del nord de Xile i l'Argentina. En aquesta zona hi ha productes volcànics molt diferenciats, com la riolita i la dacita. Constitueix una de les majors províncies d'ignimbrites del Terciari superior del món.
Té una escorça continental que arriba a tenir un gruix d'uns 70 km. Dins d'aquesta zona hi ha 44 centres volcànics majors i 18 de menors que es consideren actius. També conté un mínim de sis grans sistemes volcànics silícics potencialment actius.

### Zona volcànica sud
La Zona Volcànica Sud s'estén aproximadament des dels Andes centrals de Xile fins al Cerro Arenales a la regió d'Aysén. L'arc s'ha format a causa de la subducció de la placa de Nazca sota la placa sud-americana al llarg de la fossa Perú-Xile.

### Zona Volcànica Austral
La Zona Volcànica Austral s'estén al sud de la bretxa volcànica de la Patagònia fins a l'arxipèlag de Terra del Foc. L'arc s'ha format a causa de la subducció de la placa antàrtica sota la placa sud-americana. Els productes de l'erupció consisteixen principalment en basalt alcalí i basanita. El vulcanisme a la Zona Volcànica Austral és menys vigorós que a la Zona Volcànica Sud. Les erupcions registrades són escasses per ser una zona inexplorada fins ben entrat el segle XIX.

## Buits volcànics
Les diferents zones volcàniques estan intercalades per buits volcànics, zones que, tot i estar a la distància justa d'una fossa oceànica, no tenen activitat volcànica. Els Andes tenen tres buits volcànics principals: el segment peruà, el segment pampeà i la bretxa volcànica de la Patagònia. La primera separa la zona volcànica nord de la central, la segona la central de la sud i la darrera separa la zona volcànica sud de l'austral.